# Unterseeboot 178
Le Unterseeboot 178 (ou U-178) est un sous-marin allemand (U-Boot) de type IX D2 utilisé par la Kriegsmarine pendant la Seconde Guerre mondiale.

## Historique
Mis en service le 14 février 1942, l'Unterseeboot 178 reçoit sa formation de base dans la 4. Unterseebootsflottille à Stettin en Prusse jusqu'au 31 août 1942, où il rejoint la formation de combat 10. Unterseebootsflottille à Lorient, avant de rejoindre le 1er novembre 1942 la 12. Unterseebootsflottille à Bordeaux.
Il quitte le port de Kiel pour sa première patrouille le 17 septembre 1942 sous les ordres du Kapitän zur See Hans Ibbeken. Après 125 jours en mer et six navires marchands coulés pour un total de 53 445 tonneaux, il rejoint la base sous-marine de Bordeaux qu'il atteint le 10 janvier 1943.
L'Unterseeboot 178 a effectué trois patrouilles dans lesquelles il a coulé 13 navires marchands pour un total de 87 030 tonneaux et endommagé un navire marchand de 6 348 tonneaux au cours de ses 459 jours en mer.
La seconde patrouille part de Bordeaux le 23 mars 1943, dure 153 jours et se termine à Penang en Malaisie. Passant par les eaux du canal de Mozambique, il coule six navires marchands
pour un total de 32 689 tonneaux. L'U-Boot trace alors sa route directement vers Penang qu'il rallie le 27 août 1943.
Sa troisième patrouille part du port de Penang le 27 novembre 1944 sous les ordres du Kapitänleutnant Wilhelm Spahr. Après 181 jours en mer et un navire marchand coulé de 7 244 tonneaux, il est de retour à Bordeaux après avoir subi une attaque le 4 avril 1944 au large de l'île de l'Ascension par un avion américain Consolidated B-24 Liberator de l'escadron VB-107/B-3 qui le mitraille. L'U-178 est retiré du service. Ne pouvant appareiller à temps pour éviter sa capture, à la suite de l'avance des forces alliées en France, il est sabordé le 25 août 1944.

Il est démoli en 1947.

## Affectations successives
- 4. Unterseebootsflottille du 14 février au 31 août 1942 (entrainement)
- 10. Unterseebootsflottille du 1er septembre au 31 octobre 1942 (service actif)
- 12. Unterseebootsflottille du 1er novembre 1942 au 1er août 1944 (service actif)

## Commandement
- Kapitän zur See, Hans Ibbeken du 14 février 1942 au 21 février 1943
- Korvettenkapitän Wilhelm Dommes du 22 février au 25 novembre 1943
- Kapitänleutnant Wilhelm Spahr du 25 novembre 1943 au 25 août 1944

## Patrouilles
|       | Commandant             | Départ           | Départ    | Arrivée          | Arrivée   | Jours     | Succès   |
| ----- | ---------------------- | ---------------- | --------- | ---------------- | --------- | --------- | -------- |
| 1     | Kpt. Hans Ibbeken      | 8 septembre 1942 | Kiel      | 10 janvier 1943  | Bordeaux  | 125 jours | 53 445   |
|       | KrvKpt. Wilhelm Dommes | 7 mars 1943      | Bordeaux  | 9 mars 1943      | Bordeaux  | 3 jours   |          |
| 2     | KrvKpt. Wilhelm Dommes | 28 mars 1943     | Bordeaux  | 27 août 1943     | Penang    | 153 jours | 32 689   |
|       | KrvKpt. Wilhelm Dommes | 9 octobre 1943   | Penang    | 11 octobre 1943  | Singapour | 3 jours   |          |
|       | KrvKpt. Wilhelm Dommes | 23 octobre 1943  | Singapour | 25 octobre 1943  | Penang    | 3 jours   |          |
|       | KrvKpt. Wilhelm Dommes | 6 novembre 1943  | Penang    | 8 novembre 1943  | Singapour | 3 jours   |          |
|       | KrvKpt. Wilhelm Dommes | 23 novembre 1943 | Singapour | 24 novembre 1943 | Penang    | 2 jours   |          |
| 3     | Kptlt. Wilhelm Spahr   | 27 novembre 1944 | Penang    | 25 mai 1944      | Bordeaux  | 181 jours | 7 244    |
| Total | Total                  | Total            | Total     | Total            | Total     | 459 jours | 93 378 t |

Note : Kpt. = Kapitän zur See - Kptlt = Kapitänleutnant - KrvKpt. = Korvettenkapitän 

## Navires coulés
L'Unterseeboot 178 a coulé 13 navires marchands pour un total de 87 030 tonneaux et endommagé un navire marchand de 6 348 tonneaux au cours des trois patrouilles (459 jours en mer) qu'il effectua.
| Date              | Nom                   | Nationalité     | Tonnage (GRT) | Fait      |
| ----------------- | --------------------- | --------------- | ------------- | --------- |
| 10 octobre 1942   | SS Duchess of Atholl  | Grande-Bretagne | 20 119        | Coulé     |
| 1er novembre 1942 | SS Mendoza            | Grande-Bretagne | 8 233         | Coulé     |
| 4 novembre 1942   | SS Hai Hing           | Norvège         | 2 561         | Coulé     |
| 4 novembre 1942   | SS Trekieve           | Grande-Bretagne | 5 244         | Coulé     |
| 13 novembre 1942  | SS Louise Moller      | Grande-Bretagne | 3 764         | Coulé     |
| 27 novembre 1942  | SS Jeremiah Wadsworth | USA             | 7 176         | Coulé     |
| 1er juin 1943     | SS Salabangka         | Pays-Bas        | 6 586         | Coulé     |
| 4 juillet 1943    | SS Breiviken          | Norvège         | 2 669         | Coulé     |
| 4 juillet 1943    | SS Michael Livanos    | Grèce           | 4 774         | Coulé     |
| 11 juillet 1943   | SS Mary Livanos       | Grèce           | 4 771         | Coulé     |
| 14 juillet 1943   | SS Robert Bacon       | USA             | 7 197         | Coulé     |
| 17 juillet 1943   | SS City of Canton     | Grande-Bretagne | 6 692         | Coulé     |
| 15 novembre 1942  | SS Adviser            | Grande-Bretagne | 6 348         | Endommagé |
| 27 décembre 1943  | SS José Navarro       | USA             | 7 244         | Coulé     |